# Meleg-hegy (Keszthelyi-fennsík)
A Meleg-hegy 418 méter magas hegy a Keszthelyi-fennsíkon.
Nevének magyarázata hasonló lehet a többi azonos nevű hegyével: azzal magyarázható, hogy a hegy fő tömegét olyan kőzet alkotja, amely rossz hővezető, s forró nyári napokon a levegő lehűlése után még sokáig sugározza a felvett meleget.
A hirtelen letörő és elkeskenyülő dolomitgerincének a Zalaszántói-medencére néző fokán áll Rezi várának romja.
"Amott egy magas szirt fokán / Egy puszta vár dőledez, / Melynek szomorú homlokán / Bús régiség epedez."- írta róla Berzsenyi Dániel.